# Tỉnh Ōmi
Ōmi (近江國 (Cận Giang quốc) Ōmi no kuni) là một tỉnh cũ của Nhật Bản, ngày nay là tỉnh Shiga. Nó là một trong những tỉnh đã nằm trong vòng cung Tōsandō. Nó còn có biệt danh là Gōshū (江州 (Giang Châu))

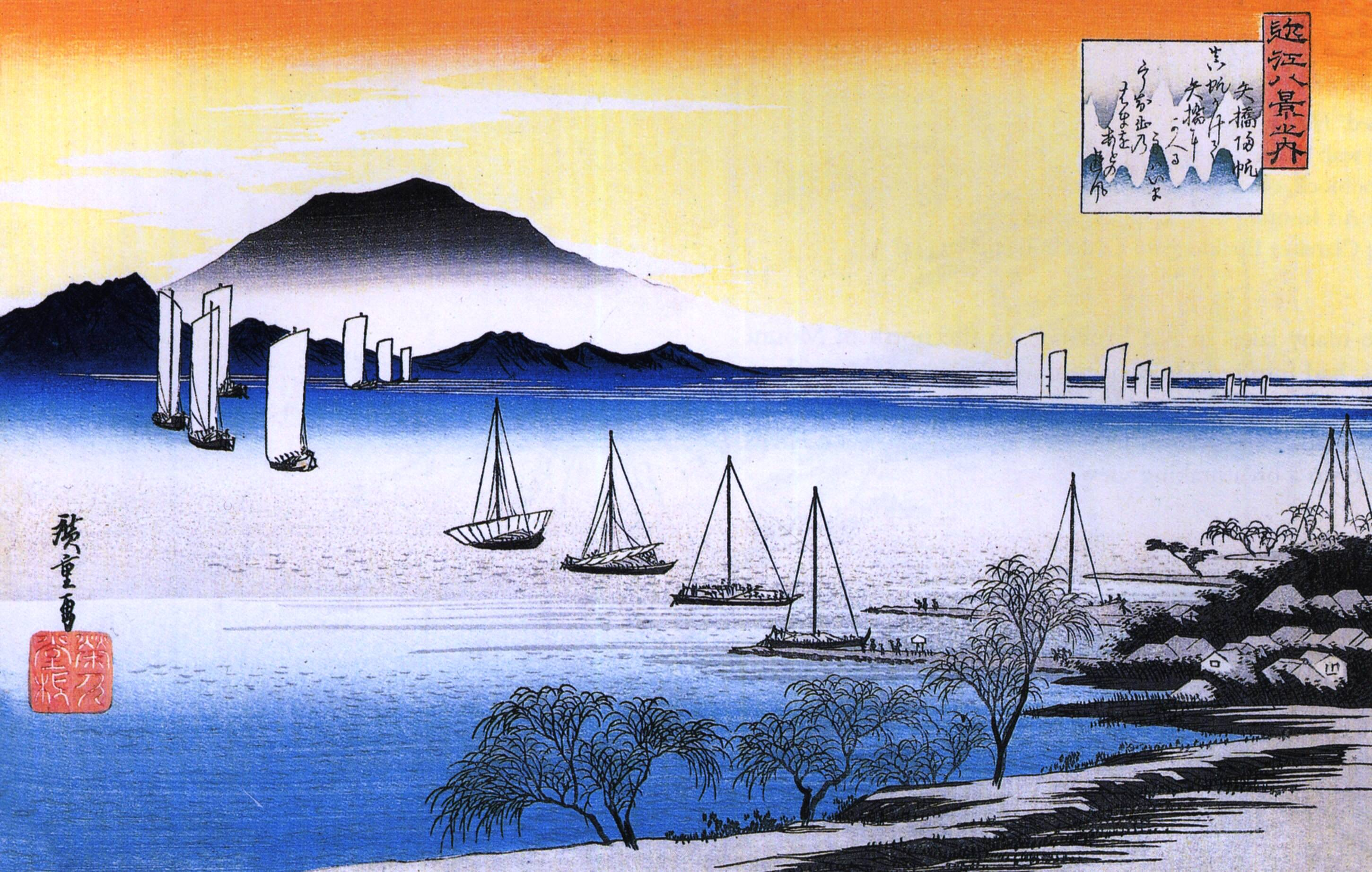
Tranh ukiyo-e của Hiroshige về thuyền buồm ở Yahashi, một trong Ōmi Bát Cảnh.

Thủ phủ cũ nằm ở gần Ōtsu, là một thành có lâu đài vào loại lớn.
Hōjō Tokimasa (北條 時政, Bắc Điều Thời Chính, 1138-1215) shikken đầu tiên của Mạc phủ Kamakura, được phong là daimyo của tỉnh Ōmi vào tháng 10 năm Shōji thứ 2 (1200).
Trong thời kỳ Sengoku, phần phía Bắc của tỉnh này là thái ấp của Ishida Mitsunari, đối thủ của Tokugawa Ieyasu trong trận Sekigahara, mặc dù ông dành phần lớn thời gian ở tại lâu đài Osaka để điều hành thái ấp của con trai còn nhỏ của Toyotomi Hideyoshi. Tokugawa ban thưởng thái ấp này cho đồng minh của mình, gia tộc Ii, những người đã xây dựng lâu đài và thị trấn Hikone từ đống đỏ nát của Sawayama.
Phía Nam tỉnh ở xung quanh thị trấn Kōka (Koga) là quê nhà nổi tiếng của các Koga Ninja, một trong hai nơi sáng lập nên các trường dạy ninjutsu.